# Simon Lessing
Simon Christopher Lessing, MBE, (Kaapstad, 12 december 1971) is een Britse professioneel triatleet. Hij werd viermaal wereldkampioen triatlon op de olympische afstand, eenmaal wereldkampioen triatlon op de lange afstand en driemaal Europees kampioen triatlon op de olympische afstand. Hij heeft het wereldrecord op de olympische afstand van de triatlon in handen.
Met een persoonlijke recordtijd van 29 minuten op de 10 km is het hardlopen ongetwijfeld zijn sterkste onderdeel.

## Biografie
Hij is geboren in Zuid-Afrika en emigreerde op 18-jarige naar Groot-Brittannië. Zijn eerste succes boekte hij in 1991, door bij de Europese kampioenschappen triatlon op de olympische afstand te winnen. Met een tijd van 1:53.25 bleef hij de Nederlander Rob Barel (zilver; 1:54.08) en de Fransman Rémi Rampteau (brons; 1:54.11) voor. Sinds die tijd verscheen hij op diverse podia van internationale triatlonwedstrijden. In 1996 brak Lessing het wereldrecord op de olympische afstand in een tijd van 1 uur, 39 minuten en 50 seconde. Deze tijd staat tot op heden nog steeds.
In het jaar 2000 kwalificeerde hij zich voor de Olympische Spelen van Sydney. Daar moest hij genoegen nemen met een negende plaats in 1:49.24.
In 2001 liet hij verstek gaan aan de wereldkampioenschappen wegens het niet fit zijn. Balend van alle stayerenpraktijken tijdens ITU-wedstrijden besloot hij de wereldkampioenschappen van 2002 over te slaan, en mee te doen aan de triatlon in China.

## Privé
Lessing is vader van een dochter (Amelie Alexandra) en getrouwd met een Amerikaanse amateur triatlete (Lisa Laiti). Hij heeft een tijdje in Frankrijk gewoond, maar verhuisde later terug naar Engeland. Hij studeerde voor leerlooier.

## Titels
- Wereldkampioen triatlon op de olympische afstand - 1992, 1995, 1996, 1998
- Wereldkampioen triatlon op de lange afstand - 1995
- Europees kampioen triatlon op de olympische afstand - 1991, 1993, 1994

## Palmares

### Triatlon
- 1990: 8e EK olympische afstand in Linz - 1:52.02
- 1990: 7e WK olympische afstand in Orlando - 1:53.49
- 1991:  EK olympische afstand in Genève - 1:53.25
- 1991: 6e WK olympische afstand in Gold Coast - 1:49.48
- 1992:  EK olympische afstand in Lommel - 1:49.05
- 1992:  WK olympische afstand in Huntsville - 1:49.03
- 1993:  EK olympische afstand in Echternach - 1:54.04
- 1993:  WK olympische afstand in Manchester - 1:53.02
- 1993:  Triathlon International de Nice
- 1994:  EK olympische afstand in Eichstatt - 1:50.38
- 1994:  Goodwill Games
- 1995:  WK lange afstand in Nice - 5:46.18
- 1995:  WK olympische afstand in Cancún - 1:48.29
- 1996:  WK olympische afstand in Cleveland - 1:39.50
- 1997:  WK olympische afstand in Perth - 1:49.07
- 1998:  WK olympische afstand in Lausanne - 1:55.30
- 1998:  Goodwill Games
- 1998:  Ironman 70.3 Cannes
- 1999:  WK olympische afstand in Montréal - 1:45.31
- 2000: 9e Olympische Spelen van Sydney - 1:49.24
- 2002: 8e Gemenebestspelen in Manchester
- 2004:  Ironman USA - 8:23.12
- 2005:  Wildflower Triathlon - 3:59.33
- 2005: 4e Ironman Canada - 8:43.13
- 2005:  Ironman 70.3 Florida - 3:53.47
- 2006:  WK Ironman 70.3 in Clearwater
- 2008: 4e Ironman 70.3 Muskoka - 4:19.17

1989: Mark Allen ·
1990: Greg Welch ·
1991: Miles Stewart ·
1992: Simon Lessing ·
1993: Spencer Smith ·
1994: Spencer Smith ·
1995: Spencer Smith ·
1996: Spencer Smith ·
1997: Chris McCormack ·
1998: Spencer Smith ·
1999: Dmitriy Gaag ·
2000: Olivier Marceau ·
2001: Peter Robertson ·
2002: Iván Raña ·
2003: Peter Robertson ·
2004: Bevan Docherty ·
2005: Peter Robertson ·
2006: Tim Don ·
2007: Daniel Unger ·
2008: Javier Gómez ·
2009: Alistair Brownlee ·
2010: Javier Gómez ·
2011: Alistair Brownlee ·
2012: Jonathan Brownlee ·
2013: Javier Gómez ·
2014: Javier Gómez ·
2015: Javier Gómez ·
2016: Mario Mola ·
2017: Mario Mola ·
2018: Mario Mola ·
2019: Vincent Luis ·
2020: Vincent Luis ·
2021: Kristian Blummenfelt